# David Richards (officier britannique)
David Richards, né le 4 mars 1952 à Fayid (en) (Égypte), est un officier général de l'Armée de terre britannique. Depuis 2014, il est baron Richards d'Herstmonceux.

## Biographie

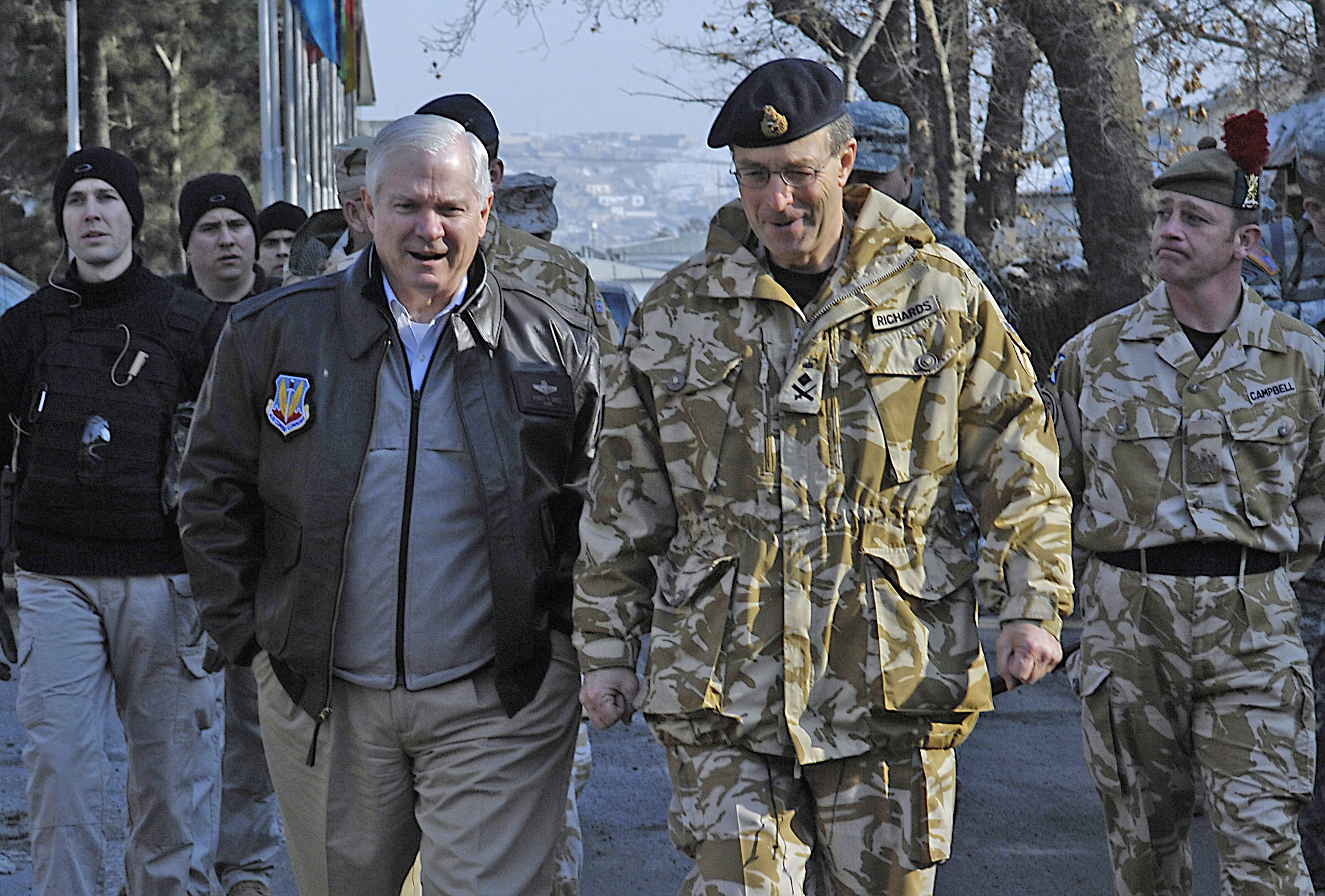
Le général David Richards (à droite) pendant son commandement de l'ISAF en Afghanistan avec le secrétaire à la Défense américain Robert Gates en 2007.

Entré dans l'Armée de terre en 1971, David Richards est diplômé de l'université de Cardiff en relations internationales en 1974.
Il commande les forces internationales du Sud de l'Afghanistan de juillet 2006 au 4 février 2007 puis le Land Command de 2008 à 2009. Il devient chef d'état-major de l'Armée de terre le 28 août 2009, puis il accède au poste de chef d'État-Major des armées le 29 octobre 2010. Il quitte le service actif le 18 juillet 2013.

## Distinctions
Il est promu chevalier grand-croix de l'ordre du Bain le 31 décembre 2010.
En 2014, il est créé pair à vie dans la pairie du Royaume-Uni en tant que baron Richards d'Herstmonceux. Il peut ainsi siéger à la Chambre des lords.